# Quatrième circonscription des Pyrénées-Atlantiques
La quatrième circonscription des Pyrénées-Atlantiques est l'une des 6 circonscriptions législatives françaises que compte le département des Pyrénées-Atlantiques (64) situé en région Nouvelle-Aquitaine.

## Description géographique et démographique

### De 1958 à 1986
Le département avait quatre circonscriptions.
La quatrième circonscription des Pyrénées-Atlantiques était composée de :
- canton de Bayonne-Nord-Est
- canton de Bayonne-Nord-Ouest
- canton de Biarritz
- canton de Saint-Jean-de-Luz
- canton d'Ustaritz

Source : Journal Officiel du 14-15 Octobre 1958.

### Depuis 1988
La quatrième circonscription des Pyrénées-Atlantiques est délimitée par le découpage électoral de la loi n°86-1197 du 24 novembre 1986, elle regroupe les divisions administratives suivantes : 
- canton d'Accous ;
- canton d'Aramits ;
- canton d'Arudy ;
- canton d'Hasparren ;
- canton d'Iholdy ;
- canton de Laruns ;
- canton de Mauléon-Licharre ;
- canton de Navarrenx ;
- canton d'Oloron-Sainte-Marie-Est ;
- canton d'Oloron-Sainte-Marie-Ouest ;
- canton de Saint-Étienne-de-Baïgorry ;
- canton de Saint-Jean-Pied-de-Port ;
- canton de Saint-Palais ;
- canton de Sauveterre-de-Béarn ;
- canton de Tardets-Sorholus.

D'après le recensement général de la population en 1999, réalisé par l'Institut national de la statistique et des études économiques (INSEE), la population totale de cette circonscription est estimée à 94651 habitants,.

## Historique des députations
| Législature | Début de mandat | Fin de mandat  | Député               | Parti politique | Observations |
| ----------- | --------------- | -------------- | -------------------- | --------------- | --- |
| Ire         | 9 décembre 1958 | 9 octobre 1962 | Jean-Robert Thomazo  | UNR             | Mandat écourté à la suite d'une dissolution parlementaire décidée par Charles de Gaulle.                                                                       |
| IIe         | 6 décembre 1962 | 2 avril 1967   | Henri Grenet         | RD              | |
| IIIe        | 3 avril 1967    | 30 mai 1968    | Bernard Marie        | UD-VeR          | Mandat écourté à la suite d'une dissolution parlementaire décidée par Charles de Gaulle.                                                                       |
| IVe         | 11 juillet 1968 | 1er avril 1973 | Bernard Marie        | UDR             | |
| Ve          | 2 avril 1973    | 2 avril 1978   | Bernard Marie        | UDR             | |
| VIe         | 3 avril 1978    | 22 mai 1981    | Bernard Marie        | RPR             | Mandat écourté à la suite d'une dissolution parlementaire décidée par François Mitterrand.                                                                     |
| VIIe        | 2 juillet 1981  | 1er avril 1986 | Jean-Pierre Destrade | PS              | |
| VIIIe       | 2 avril 1986    | 14 mai 1988    | Aucun                | Aucun           | Proportionnelle par département, pas de député par circonscription. Mandat écourté à la suite d'une dissolution parlementaire décidée par François Mitterrand. |
| IXe         | 23 juin 1988    | 1er avril 1993 | Michel Inchauspé,    | RPR,            | |
| Xe          | 2 avril 1993    | 21 avril 1997  | Michel Inchauspé,    | RPR,            | Mandat écourté à la suite d'une dissolution parlementaire décidée par Jacques Chirac.                                                                          |
| XIe         | 12 juin 1997    | 18 juin 2002   | Michel Inchauspé,    | RPR,            | |
| XIIe        | 19 juin 2002    | 19 juin 2007   | Jean Lassalle,       | UDF,            | |
| XIIIe       | 20 juin 2007    | 19 juin 2012   | Jean Lassalle,       | MoDem,          | |
| XIVe        | 20 juin 2012    | 20 juin 2017   | Jean Lassalle        | MoDem           | |
| XVe         | 21 juin 2017    | 21 juin 2022   | Jean Lassalle        | Résistons       | |
| XVIe        | 22 juin 2022    | 9 juin 2024    | Iñaki Echaniz        | PS              | Mandat écourté à la suite d'une dissolution parlementaire décidée par Emmanuel Macron.                                                                         |
| XVIIe       | 8 juillet 2024  | En cours       | Iñaki Echaniz        | PS              | |

## Historique des élections

### Élections de 1958
| Candidat       | Candidat                | Parti          | Premier tour | Premier tour | Second tour | Second tour |  |
| Candidat       | Candidat                | Parti          | Voix         | %            | Voix        | %           |  |
| -------------- | ----------------------- | -------------- | ------------ | ------------ | ----------- | ----------- |  |
|                | Jean-Robert Thomazo élu | UNR            | 23 606       | 38,23        | 34 163      | 60,35       |  |
|                | Guy Petit               | CNIP           | 16 923       | 27,41        | Retrait     | Retrait     |  |
|                | Joseph Garat            | SFIO           | 9 286        | 15,04        | 16 205      | 28,63       |  |
|                | Albert Mora             | PCF            | 6 650        | 10,77        | 6 240       | 11,02       |  |
|                | Georges Poirier         | MRP            | 3 302        | 5,35         | Retrait     | Retrait     |  |
|                | Jacques Simonet         | Radsoc         | 1 984        | 3,21         |             |             |  |
|                |                         |                |              |              |             |             |  |
| Inscrits       | Inscrits                | Inscrits       | 76 681       | 100,00       | 76 669      | 100,00      |  |
| Abstentions    | Abstentions             | Abstentions    | 14 246       | 18,58        | 17 413      | 22,71       |  |
| Votants        | Votants                 | Votants        | 62 435       | 81,42        | 59 256      | 77,29       |  |
| Blancs et nuls | Blancs et nuls          | Blancs et nuls | 684          | 1,1          | 2 648       | 4,47        |  |
| Exprimés       | Exprimés                | Exprimés       | 61 751       | 98,9         | 56 608      | 95,53       |  |

Le suppléant de Jean-Robert Thomazo était J.P. Harispe, professeur au collège technique de Biarritz.

### Élections de 1962
| Candidat       | Candidat                   | Parti          | Premier tour | Premier tour | Second tour | Second tour |  |
| Candidat       | Candidat                   | Parti          | Voix         | %            | Voix        | %           |  |
| -------------- | -------------------------- | -------------- | ------------ | ------------ | ----------- | ----------- |  |
|                | Henri Grenet élu           | Rad            | 21 939       | 40,18        | 31 540      | 55,42       |  |
|                | William Tardrew            | UNR-UDT        | 17 007       | 31,15        | 25 370      | 44,58       |  |
|                | René Labrousse             | PCF            | 7 365        | 13,49        | Retrait     | Retrait     |  |
|                | Charles Cami               | Modérés        | 6 315        | 11,57        | Retrait     | Retrait     |  |
|                | Jacques Lambert de Crémeur | UFF            | 1 973        | 3,61         |             |             |  |
|                |                            |                |              |              |             |             |  |
| Inscrits       | Inscrits                   | Inscrits       | 80 897       | 100,00       | 80 875      | 100,00      |  |
| Abstentions    | Abstentions                | Abstentions    | 24 989       | 30,89        | 22 205      | 27,46       |  |
| Votants        | Votants                    | Votants        | 55 908       | 69,11        | 58 670      | 72,54       |  |
| Blancs et nuls | Blancs et nuls             | Blancs et nuls | 1 309        | 2,34         | 1 760       | 3           |  |
| Exprimés       | Exprimés                   | Exprimés       | 54 599       | 97,66        | 56 910      | 97          |  |

Le suppléant d'Henri Grenet était le Docteur François Lacroix.

### Élections de 1967
| Candidat       | Candidat             | Parti          | Premier tour | Premier tour | Second tour | Second tour |  |
| Candidat       | Candidat             | Parti          | Voix         | %            | Voix        | %           |  |
| -------------- | -------------------- | -------------- | ------------ | ------------ | ----------- | ----------- |  |
|                | Bernard Marie élu    | UD-Ve          | 25 696       | 37,27        | 32 383      | 46,26       |  |
|                | Henri Grenet sortant | CD (PDM)       | 22 006       | 31,92        | 28 575      | 40,82       |  |
|                | Jean-Marie Poletti   | FGDS           | 9 090        | 13,18        | Retrait     | Retrait     |  |
|                | René Labrousse       | PCF            | 8 997        | 13,05        | 9 039       | 12,91       |  |
|                | Simon Haran          | Régionaliste   | 3 156        | 4,58         |             |             |  |
|                |                      |                |              |              |             |             |  |
| Inscrits       | Inscrits             | Inscrits       | 87 941       | 100,00       | 87 937      | 100,00      |  |
| Abstentions    | Abstentions          | Abstentions    | 17 934       | 20,39        | 16 985      | 19,31       |  |
| Votants        | Votants              | Votants        | 70 007       | 79,61        | 70 952      | 80,69       |  |
| Blancs et nuls | Blancs et nuls       | Blancs et nuls | 1 062        | 1,52         | 955         | 1,35        |  |
| Exprimés       | Exprimés             | Exprimés       | 68 945       | 98,48        | 69 997      | 98,65       |  |

Le suppléant de Bernard Marie était Charles Cami, conseiller général du canton d'Ustaritz, maire de Saint-Pée-sur-Nivelle.

### Élections de 1968
| Candidat       | Candidat                    | Parti          | Premier tour | Premier tour | Second tour | Second tour |  |
| Candidat       | Candidat                    | Parti          | Voix         | %            | Voix        | %           |  |
| -------------- | --------------------------- | -------------- | ------------ | ------------ | ----------- | ----------- |  |
|                | Bernard Marie sortant réélu | UDR (URP)      | 34 872       | 49,87        | 38 071      | 57,48       |  |
|                | Didier Borotra              | CD (PDM)       | 13 217       | 18,9         | 10 968      | 16,56       |  |
|                | André Graciannette          | FGDS (SFIO)    | 9 857        | 14,1         | 17 197      | 25,96       |  |
|                | René Labrousse              | PCF            | 8 255        | 11,81        |             |             |  |
|                | Pierre Pradier              | PSU            | 2 729        | 3,9          |             |             |  |
|                | Jacques Abeberry            | Régionaliste   | 992          | 1,42         |             |             |  |
|                |                             |                |              |              |             |             |  |
| Inscrits       | Inscrits                    | Inscrits       | 87 017       | 100,00       | 86 994      | 100,00      |  |
| Abstentions    | Abstentions                 | Abstentions    | 16 340       | 18,78        | 19 998      | 22,99       |  |
| Votants        | Votants                     | Votants        | 70 677       | 81,22        | 66 996      | 77,01       |  |
| Blancs et nuls | Blancs et nuls              | Blancs et nuls | 755          | 1,07         | 760         | 1,13        |  |
| Exprimés       | Exprimés                    | Exprimés       | 69 922       | 98,93        | 66 236      | 98,87       |  |

Le suppléant de Bernard Marie était Charles Cami.

### Élections de 1973
| Candidat       | Candidat                    | Parti          | Premier tour | Premier tour | Second tour | Second tour |  |
| Candidat       | Candidat                    | Parti          | Voix         | %            | Voix        | %           |  |
| -------------- | --------------------------- | -------------- | ------------ | ------------ | ----------- | ----------- |  |
|                | Bernard Marie sortant réélu | UDR (URP)      | 25 056       | 33,06        | 35 352      | 45,66       |  |
|                | Didier Borotra              | CD (MR)        | 15 472       | 20,41        | 12 976      | 16,76       |  |
|                | Jean-Pierre Destrade        | PS (UGSD)      | 14 706       | 19,4         | 29 097      | 37,58       |  |
|                | René Labrousse              | PCF            | 11 575       | 15,27        | Retrait     | Retrait     |  |
|                | Renaud d'Elissagaray        | RI             | 7 122        | 9,4          |             |             |  |
|                | Jean Modret                 | FN             | 896          | 1,18         |             |             |  |
|                | Jean Celhay                 | Divers droite  | 781          | 1,03         |             |             |  |
|                | Michel Sommet               | Divers         | 189          | 0,25         |             |             |  |
|                |                             |                |              |              |             |             |  |
| Inscrits       | Inscrits                    | Inscrits       | 95 250       | 100,00       | 95 220      | 100,00      |  |
| Abstentions    | Abstentions                 | Abstentions    | 18 013       | 18,91        | 16 818      | 17,66       |  |
| Votants        | Votants                     | Votants        | 77 237       | 81,09        | 78 402      | 82,34       |  |
| Blancs et nuls | Blancs et nuls              | Blancs et nuls | 1 440        | 1,86         | 977         | 1,25        |  |
| Exprimés       | Exprimés                    | Exprimés       | 75 797       | 98,14        | 77 425      | 98,75       |  |

Le suppléant de Bernard Marie était Bernard Rospide, docteur en médecine, maire de Ciboure.

### Élections de 1978
|                | Bernard Marie sortant réélu | RPR            | 47 623  | 51,51  |  |  |  |
|                | Jean-Pierre Destrade        | PS             | 23 540  | 25,46  |  |  |  |
|                | Henri Lagarde               | PCF            | 14 945  | 16,17  |  |  |  |
|                | Jean Goyhenetche            | Régionaliste   | 2 794   | 3,02   |  |  |  |
|                | Michel Prévost              | FN             | 1 682   | 1,82   |  |  |  |
|                | Daniel Couret               | LO             | 1 050   | 1,14   |  |  |  |
|                | Françoise Castaignos        | LCR            | 411     | 0,44   |  |  |  |
|                | Maribel Ocana               | UOPDP          | 407     | 0,44   |  |  |  |
|                |                             |                |         |        |  |  |  |
| Inscrits       | Inscrits                    | Inscrits       | 112 242 | 100,00 |  |  |  |
| Abstentions    | Abstentions                 | Abstentions    | 18 036  | 16,07  |  |  |  |
| Votants        | Votants                     | Votants        | 94 206  | 83,93  |  |  |  |
| Blancs et nuls | Blancs et nuls              | Blancs et nuls | 1 754   | 1,86   |  |  |  |
| Exprimés       | Exprimés                    | Exprimés       | 92 452  | 98,14  |  |  |  |

Le suppléant de Bernard Marie était sa fille Michèle Alliot.

### Élections de 1981
| Candidat       | Candidat                 | Parti          | Premier tour | Premier tour | Second tour | Second tour |  |
| Candidat       | Candidat                 | Parti          | Voix         | %            | Voix        | %           |  |
| -------------- | ------------------------ | -------------- | ------------ | ------------ | ----------- | ----------- |  |
|                | Jean-Pierre Destrade élu | PS             | 33 093       | 39,47        | 48 303      | 53,70       |  |
|                | Bernard Marie sortant    | RPR (UNM)      | 29 418       | 35,08        | 41 643      | 46,30       |  |
|                | Thierry Moulonguet       | UDF (PR)       | 12 195       | 14,54        |             |             |  |
|                | Henri Lagarde            | PCF            | 9 148        | 10,91        |             |             |  |
|                |                          |                |              |              |             |             |  |
| Inscrits       | Inscrits                 | Inscrits       | 117 985      | 100,00       | 117 964     | 100,00      |  |
| Abstentions    | Abstentions              | Abstentions    | 33 225       | 28,16        | 26 611      | 22,56       |  |
| Votants        | Votants                  | Votants        | 84 760       | 71,84        | 91 353      | 77,44       |  |
| Blancs et nuls | Blancs et nuls           | Blancs et nuls | 906          | 1,07         | 1 407       | 1,54        |  |
| Exprimés       | Exprimés                 | Exprimés       | 83 854       | 98,93        | 89 946      | 98,46       |  |

La suppléante de Jean-Pierre Destrade était Nicole Péry, adjointe au maire de Ciboure.

### Élections de 1988
|                | Michel Inchauspé élu | RPR (URC)          | 28 415 | 51,02  |  |  |  |
|                | François Maitia      | PS                 | 16 635 | 29,87  |  |  |  |
|                | Michel Martin        | PCF                | 4 440  | 7,97   |  |  |  |
|                | Jacques Aurnague     | Régionaliste (EHB) | 2 698  | 4,84   |  |  |  |
|                | Marlène Deguelle     | FN                 | 1 910  | 3,43   |  |  |  |
|                | Constans Bergeras    | Divers droite      | 1 595  | 2,86   |  |  |  |
|                |                      |                    |        |        |  |  |  |
| Inscrits       | Inscrits             | Inscrits           | 80 649 | 100,00 |  |  |  |
| Abstentions    | Abstentions          | Abstentions        | 23 875 | 29,6   |  |  |  |
| Votants        | Votants              | Votants            | 56 774 | 70,4   |  |  |  |
| Blancs et nuls | Blancs et nuls       | Blancs et nuls     | 1 081  | 1,9    |  |  |  |
| Exprimés       | Exprimés             | Exprimés           | 55 693 | 98,1   |  |  |  |

Le suppléant de Michel Inchauspé était Jean Lassalle, Centriste, conseiller général du canton d'Accous, maire de Lourdios-Ichère.

### Élections de 1993
|                | Michel Inchauspé sortant réélu | RPR (UPF)          | 27 356 | 50,32  |  |  |  |
|                | Pierre Bidart                  | PS (ADFP)          | 7 975  | 14,67  |  |  |  |
|                | Jean-Jacques Cazaurang         | CPNT               | 5 766  | 10,61  |  |  |  |
|                | Michel Martin                  | PCF                | 4 118  | 7,58   |  |  |  |
|                | Jacques Aurnague               | Régionaliste (EHB) | 3 049  | 5,61   |  |  |  |
|                | Thierry Labaquère              | FN                 | 2 551  | 4,69   |  |  |  |
|                | Daniel Langlatte               | Les Verts (EÉ)     | 2 372  | 4,36   |  |  |  |
|                | Patrice Véla                   | LT-LNÉ             | 983    | 1,81   |  |  |  |
|                | Pascal Halle                   | PLN                | 193    | 0,36   |  |  |  |
|                |                                |                    |        |        |  |  |  |
| Inscrits       | Inscrits                       | Inscrits           | 79 709 | 100,00 |  |  |  |
| Abstentions    | Abstentions                    | Abstentions        | 22 253 | 27,92  |  |  |  |
| Votants        | Votants                        | Votants            | 57 456 | 72,08  |  |  |  |
| Blancs et nuls | Blancs et nuls                 | Blancs et nuls     | 3 093  | 5,38   |  |  |  |
| Exprimés       | Exprimés                       | Exprimés           | 54 363 | 94,62  |  |  |  |

Le suppléant de Michel Inchauspé était Jean Lassalle.

### Élections de 1997
| Candidat                                                                | Candidat                       | Parti              | Premier tour | Premier tour | Second tour | Second tour |  |
| Candidat                                                                | Candidat                       | Parti              | Voix         | %            | Voix        | %           |  |
| ----------------------------------------------------------------------- | ------------------------------ | ------------------ | ------------ | ------------ | ----------- | ----------- |  |
|                                                                         | Michel Inchauspé sortant réélu | RPR                | 21 709       | 42,35        | 28 457      | 52,63       |  |
|                                                                         | François Maitia                | PS                 | 13 885       | 27,09        | 25 615      | 47,37       |  |
|                                                                         | Jean-Louis Demay               | PCF                | 4 544        | 8,87         |             |             |  |
|                                                                         | Jean Goyhenetche               | Régionaliste (EHB) | 3 410        | 6,65         |             |             |  |
|                                                                         | Thierry Labaquère dit Barocq   | FN                 | 3 231        | 6,3          |             |             |  |
|                                                                         | Bernard Moureu                 | Les Verts          | 1 251        | 2,44         |             |             |  |
|                                                                         | Michel Esquerre                | LDI (MPF)          | 1 250        | 2,44         |             |             |  |
|                                                                         | Laurent Perrier                | GÉ                 | 883          | 1,72         |             |             |  |
|                                                                         | Arlette Patie                  | LT-LNÉ             | 549          | 1,07         |             |             |  |
|                                                                         | Dominique Peillen              | Divers             | 543          | 1,06         |             |             |  |
|                                                                         |                                |                    |              |              |             |             |  |
| Inscrits                                                                | Inscrits                       | Inscrits           | 78 197       | 100,00       | 78 186      | 100,00      |  |
| Abstentions                                                             | Abstentions                    | Abstentions        | 23 476       | 30,02        | 20 236      | 25,88       |  |
| Votants                                                                 | Votants                        | Votants            | 54 721       | 69,98        | 57 950      | 74,12       |  |
| Blancs et nuls                                                          | Blancs et nuls                 | Blancs et nuls     | 3 466        | 6,33         | 3 878       | 6,69        |  |
| Exprimés                                                                | Exprimés                       | Exprimés           | 51 255       | 93,67        | 54 072      | 93,31       |  |
| Source : https://www.assemblee-nationale.fr/elections/circ97-2/461.html |                                |                    |              |              |             |             |  |

Le suppléant de Michel Inchauspé était Jean Lassalle.

### Élections de 2002
| Candidat       | Candidat                     | Parti              | Premier tour | Premier tour | Second tour | Second tour |  |
| Candidat       | Candidat                     | Parti              | Voix         | %            | Voix        | %           |  |
| -------------- | ---------------------------- | ------------------ | ------------ | ------------ | ----------- | ----------- |  |
|                | François Maitia              | PS                 | 13 767       | 25,51        | 22 182      | 42,95       |  |
|                | Jean Lassalle élu            | UDF                | 13 018       | 24,12        | 29 460      | 57,05       |  |
|                | Louis Althapé                | UMP                | 12 346       | 22,88        | Retrait     | Retrait     |  |
|                | Jean-Jacques Cazaurang       | CPNT               | 3 356        | 6,22         |             |             |  |
|                | Pierre Iralour               | Régionaliste (EHB) | 2 894        | 5,36         |             |             |  |
|                | Louis Labadot                | PCF                | 2 529        | 4,69         |             |             |  |
|                | Lucien Gardoni               | FN                 | 1 903        | 3,53         |             |             |  |
|                | Geneviève Cuisset            | Les Verts          | 1 106        | 2,05         |             |             |  |
|                | Roger Desport                | Divers             | 910          | 1,69         |             |             |  |
|                | Francis Charpentier          | LCR                | 788          | 1,46         |             |             |  |
|                | Pierre Etchepare             | S&P                | 449          | 0,83         |             |             |  |
|                | Berthe Ratsimba              | LO                 | 386          | 0,72         |             |             |  |
|                | Thierry Labaquere Dit Barocq | MNR                | 257          | 0,48         |             |             |  |
|                | Marcel Mignot                | MPF                | 248          | 0,46         |             |             |  |
|                | Maïté Goyenetche             | Régionaliste       | 14           | 0,03         |             |             |  |
|                |                              |                    |              |              |             |             |  |
| Inscrits       | Inscrits                     | Inscrits           | 78 925       | 100,00       | 78 911      | 100,00      |  |
| Abstentions    | Abstentions                  | Abstentions        | 23 600       | 29,9         | 24 940      | 31,61       |  |
| Votants        | Votants                      | Votants            | 55 325       | 70,1         | 53 971      | 68,39       |  |
| Blancs et nuls | Blancs et nuls               | Blancs et nuls     | 1 354        | 2,45         | 2 329       | 4,32        |  |
| Exprimés       | Exprimés                     | Exprimés           | 53 971       | 97,55        | 51 642      | 95,68       |  |

Le suppléant de Jean Lassalle était Jacky Coumet, maire de Hasparren, conseiller général du canton d'Hasparren, principal clerc de notaire.

### Élections de 2007
| Candidat       | Candidat                    | Parti              | Premier tour | Premier tour | Second tour | Second tour |  |
| Candidat       | Candidat                    | Parti              | Voix         | %            | Voix        | %           |  |
| -------------- | --------------------------- | ------------------ | ------------ | ------------ | ----------- | ----------- |  |
|                | Hervé Lucbereilh            | UMP                | 17 009       | 31,36        | 18 997      | 33,65       |  |
|                | Jean Lassalle sortant réélu | UDF–MoDem          | 16 020       | 29,54        | 22 803      | 40,39       |  |
|                | Jean-Pierre Domecq          | PS                 | 10 773       | 19,86        | 14 657      | 25,96       |  |
|                | Marie-Léonie Aguergaray     | Régionaliste (EHB) | 3 430        | 6,32         |             |             |  |
|                | Louis Labadot               | PCF                | 2 367        | 4,36         |             |             |  |
|                | Bernard Sicre               | CPNT               | 1 191        | 2,20         |             |             |  |
|                | Jenofa Cuisset              | Les Verts          | 1 063        | 1,96         |             |             |  |
|                | Jean Haïra                  | LCR                | 832          | 1,53         |             |             |  |
|                | Hélène Barbace              | FN                 | 606          | 1,12         |             |             |  |
|                | Jean-Marie Puyau            | Divers             | 303          | 0,56         |             |             |  |
|                | Jean-Claude Laborde         | MHAN               | 298          | 0,55         |             |             |  |
|                | Berthe Ratsimba             | LO                 | 218          | 0,40         |             |             |  |
|                | Thierry Richard             | Divers             | 127          | 0,23         |             |             |  |
|                |                             |                    |              |              |             |             |  |
| Inscrits       | Inscrits                    | Inscrits           | 80 284       | 100,00       | 80 289      | 100,00      |  |
| Abstentions    | Abstentions                 | Abstentions        | 25 128       | 31,3         | 22 528      | 28,06       |  |
| Votants        | Votants                     | Votants            | 55 156       | 68,7         | 57 761      | 71,94       |  |
| Blancs et nuls | Blancs et nuls              | Blancs et nuls     | 919          | 1,67         | 1 304       | 2,26        |  |
| Exprimés       | Exprimés                    | Exprimés           | 54 237       | 98,33        | 56 457      | 97,74       |  |

### Élections de 2012
| Candidat       | Candidat                    | Parti                    | Premier tour | Premier tour | Second tour | Second tour |  |
| Candidat       | Candidat                    | Parti                    | Voix         | %            | Voix        | %           |  |
| -------------- | --------------------------- | ------------------------ | ------------ | ------------ | ----------- | ----------- |  |
|                | François Maïtia             | PS                       | 16 418       | 31,99        | 24 664      | 49,02       |  |
|                | Jean Lassalle sortant réélu | CpF (MoDem)              | 13 488       | 26,28        | 25 655      | 50,98       |  |
|                | Marc Oxibar                 | UMP                      | 9 047        | 17,63        |             |             |  |
|                | Robert Bareille             | FG (PCF) (Divers gauche) | 3 921        | 7,64         |             |             |  |
|                | Anita Lopepe                | EHB                      | 3 492        | 6,80         |             |             |  |
|                | Catherine Boutelant-Jeser   | RBM (FN)                 | 2 285        | 4,45         |             |             |  |
|                | Alice Leiciagueçahar        | EÉLV (EA)                | 1 165        | 2,27         |             |             |  |
|                | Paco Arizmendi              | EAJ-PNB                  | 456          | 0,89         |             |             |  |
|                | Danielle Schaff             | UPF                      | 247          | 0,48         |             |             |  |
|                | Éric Petetin                | MOC                      | 278          | 0,54         |             |             |  |
|                | Thierry Buisson             | AÉI                      | 226          | 0,44         |             |             |  |
|                | Pedro Carrasquedo           | NPA                      | 193          | 0,38         |             |             |  |
|                | Berthe Ratsimba             | LO                       | 107          | 0,21         |             |             |  |
|                |                             |                          |              |              |             |             |  |
| Inscrits       | Inscrits                    | Inscrits                 | 80 345       | 100,00       | 80 336      | 100,00      |  |
| Abstentions    | Abstentions                 | Abstentions              | 28 149       | 35,04        | 27 177      | 33,83       |  |
| Votants        | Votants                     | Votants                  | 52 196       | 64,96        | 53 159      | 66,17       |  |
| Blancs et nuls | Blancs et nuls              | Blancs et nuls           | 873          | 1,67         | 2 840       | 5,34        |  |
| Exprimés       | Exprimés                    | Exprimés                 | 51 323       | 98,33        | 50 319      | 94,66       |  |

### Élections de 2017
Député sortant : Jean Lassalle (Résistons).
|                                                                                        |                                                        |                           |                           |                          |                          |
|                                                                                        |                                                        | Premier tour 11 juin 2017 | Premier tour 11 juin 2017 | Second tour 18 juin 2017 | Second tour 18 juin 2017 |
|                                                                                        |                                                        |                           |                           |                          |                          |
|                                                                                        |                                                        | Nombre                    | % des inscrits            | Nombre                   | % des inscrits           |
| Inscrits                                                                               | Inscrits                                               | 80 185                    | 100,00                    | 80 161                   | 100,00                   |
| Abstentions                                                                            | Abstentions                                            | 33 250                    | 41,47                     | 37 381                   | 46,63                    |
| Votants                                                                                | Votants                                                | 46 935                    | 58,53                     | 42 780                   | 53,37                    |
|                                                                                        |                                                        |                           | % des votants             |                          | % des votants            |
| Bulletins blancs                                                                       | Bulletins blancs                                       | 672                       | 1,43                      | 3 768                    | 8,81                     |
| Bulletins nuls                                                                         | Bulletins nuls                                         | 267                       | 0,57                      | 1 531                    | 3,58                     |
| Suffrages exprimés                                                                     | Suffrages exprimés                                     | 45 996                    | 98,00                     | 37 481                   | 87,61                    |
|                                                                                        |                                                        |                           |                           |                          |                          |
| Candidat Étiquette politique (partis et alliances)                                     | Candidat Étiquette politique (partis et alliances)     | Voix                      | % des exprimés            | Voix                     | % des exprimés           |
|                                                                                        |                                                        |                           |                           |                          |                          |
|                                                                                        | Loïc Corrégé La République en marche                   | 11 688                    | 25,41                     | 17 694                   | 47,21                    |
|                                                                                        | Jean Lassalle (député sortant) Résistons               | 8 145                     | 17,71                     | 19 787                   | 52,79                    |
|                                                                                        | Bernard Uthurry Parti socialiste                       | 5 808                     | 12,63                     |                          |                          |
|                                                                                        | Marc Oxibar Les Républicains                           | 4 443                     | 9,66                      |                          |                          |
|                                                                                        | Anita Lopepe Euskal Herria Bai                         | 3 912                     | 8,51                      |                          |                          |
|                                                                                        | Didier Bayens La France insoumise                      | 3 529                     | 7,67                      |                          |                          |
|                                                                                        | Laurent Inchauspé Union des démocrates et indépendants | 2 494                     | 5,42                      |                          |                          |
|                                                                                        | Gilles Hustaix Front national                          | 1 970                     | 4,28                      |                          |                          |
|                                                                                        | Robert Bareille Parti communiste français              | 1 540                     | 3,35                      |                          |                          |
|                                                                                        | Véronique Zenoni Europe Écologie Les Verts             | 1 236                     | 2,69                      |                          |                          |
|                                                                                        | Bernard Arrabit Parti nationaliste basque              | 648                       | 1,41                      |                          |                          |
|                                                                                        | Véronique Dazord Debout la France                      | 282                       | 0,61                      |                          |                          |
|                                                                                        | Lucile Souche Lutte ouvrière                           | 187                       | 0,41                      |                          |                          |
|                                                                                        | François-Xavier Dattin Union populaire républicaine    | 114                       | 0,25                      |                          |                          |
| Source : Ministère de l'Intérieur - Quatrième circonscription des Pyrénées-Atlantiques |                                                        |                           |                           |                          |                          |

### Élections de 2022
| Résultats des élections législatives des 12 et 19 juin 2022 de la 4e circonscription des Pyrénées-Atlantiques |                          |                          |                          |              |              |             |             |
| Candidat | Candidat                 | Parti et coalition       | Nuance                   | Premier tour | Premier tour | Second tour | Second tour |
| Candidat | Candidat                 | Parti et coalition       | Nuance                   | Voix         | %            | Voix        | %           |
| | Annick Trounday          | LREM (ENS)               | ENS                      | 11 508       | 26,65        | 19 846      | 49,89       |
| | Iñaki Echaniz            | PS (NUPES)               | NUP                      | 10 395       | 24,07        | 19 935      | 50,11       |
| | Julien Lassalle          | RES                      | DIV                      | 8 751        | 20,27        |             |             |
| | Sylviane Lopez           | RN                       | RN                       | 5 015        | 11,61        |             |             |
| | Egoitz Urrutikoetxea     | EH Bai (R&PS)            | REG                      | 4 333        | 10,03        |             |             |
| | Margaux Taillefer        | REC                      | REC                      | 1 526        | 3,53         |             |             |
| | Valérie Bouchard         | MHAN                     | ECO                      | 931          | 2,16         |             |             |
| | Carlos Ribeiro           | LO                       | DXG                      | 551          | 1,28         |             |             |
| | Paul Darnet              | PA                       | ECO                      | 171          | 0,40         |             |             |
| Votes valides                                                                                                 | Votes valides            | Votes valides            | Votes valides            | 43 181       | 97,03        | 39 781      | 90,12       |
| Votes blancs                                                                                                  | Votes blancs             | Votes blancs             | Votes blancs             | 999          | 2,24         | 2 923       | 6,62        |
| Votes nuls | Votes nuls               | Votes nuls               | Votes nuls               | 324          | 0,73         | 1 439       | 3,26        |
| Total | Total                    | Total                    | Total                    | 44 504       | 100          | 44 143      | 100         |
| Abstention | Abstention               | Abstention               | Abstention               | 36 338       | 44,95        | 36 672      | 45,38       |
| Inscrits / participation                                                                                      | Inscrits / participation | Inscrits / participation | Inscrits / participation | 80 842       | 55,05        | 80 815      | 54,62       |

### Élections de 2024
| Résultats des élections législatives des 30 juin et 7 juillet 2024 de la 4e circonscription des Pyrénées-Atlantiques |                          |                          |                          |              |              |             |             |
| Candidat | Candidat                 | Parti et coalition       | Nuance                   | Premier tour | Premier tour | Second tour | Second tour |
| Candidat | Candidat                 | Parti et coalition       | Nuance                   | Voix         | %            | Voix        | %           |
| | Iñaki Echaniz            | PS (NFP)                 | UG                       | 21 968       | 38,01        | 27 762      | 47,92       |
| | Sylviane Lopez           | RN                       | RN                       | 14 806       | 25,62        | 16 753      | 28,92       |
| | Jean Lassalle            | RES                      | DVD                      | 10 434       | 18,05        | 13 419      | 23,16       |
| | Beñat Cachnaut           | LR                       | LR                       | 8 983        | 15,54        |             |             |
| | Gracianne Mirande Bec    | AJ-PNV                   | REG                      | 1 128        | 1,95         |             |             |
| | Carlos Ribeiro           | LO                       | EXG                      | 476          | 0,82         |             |             |
| Votes exprimés | Votes exprimés           | Votes exprimés           | Votes exprimés           | 57 795       | 97,72        | 57 934      | 97,10       |
| Votes blancs | Votes blancs             | Votes blancs             | Votes blancs             | 928          | 1,57         | 1 304       | 2,19        |
| Votes nuls | Votes nuls               | Votes nuls               | Votes nuls               | 422          | 0,71         | 429         | 0,72        |
| Total | Total                    | Total                    | Total                    | 59 145       | 100          | 59 667      | 100         |
| Abstention | Abstention               | Abstention               | Abstention               | 21 647       | 26,79        | 21 131      | 26,15       |
| Inscrits / participation                                                                                             | Inscrits / participation | Inscrits / participation | Inscrits / participation | 80 792       | 73,21        | 80 798      | 73,85       |